# Bertrand Roulet
 (juillet 2018).
Pour les articles homonymes, voir Roulet.
Bertrand Roulet, né le 1er juillet 1967 à Bienne, est un compositeur et pianiste suisse. 
De style romantique, son Hymne à la nuit a été choisi comme musique d'ouverture pour l'Exposition nationale suisse de 2002. Il a présenté de nombreuses émissions à la Radio suisse romande, notamment sur Richard Wagner, un compositeur dont il est spécialiste,,.

## Biographie
Il se fait connaître dans ses jeunes années comme pianiste et violoniste,,,. En 1980, il remporte le 1er prix du Concours régional Suisse pour la Jeunesse au piano à Genève, puis remporte la finale à Zurich. L'année suivante il est vainqueur de la même compétition à Berne, mais cette fois au violon.  Pour la veillée de Noël 1981, il est invité à une émission de télé à Genève consacrée à Rolf Liebermann. Puis il obtient le 3ème prix du Concours Eurovision des jeunes musiciens 1982,. Cette distinction lui vaut l’attention d’Herbert von Karajan sous forme de lettres et d’une invitation à Salzbourg[réf. souhaitée]. 
Bertrand Roulet se produit régulièrement comme soliste (Orchestre de la Suisse romande, Tonhalle de Zurich)[réf. nécessaire]. Ses contacts[Lesquels ?] avec la radio suisse Espace 2 l’amènent à recevoir le titre de « soliste de l’année des radios francophones »[réf. nécessaire], ce qui lui procure des engagements à l’étranger (Montréal, Berlin, Paris, Belfast, Bruxelles, etc.). On le voit quelques fois à la télévision aux côtés de Rolf Liebermann ou de Yves Mourousi.
Depuis 1990, il se retire de la scène pour se consacrer à la composition.
En 2001, le chef Theo Loosli et le musicologue Kurt Pahlen (de) l’encouragent dans son projet de la « Wahnfried-Symphonie », d’après de nombreux fragments inconnus plus ou moins achevés de Richard Wagner. « Dictionnaire Wagner » (éditions Acte Sud, p. 2037),.
En 2002, il écrit la musique d’ouverture de l’exposition nationale (Expo 02), « l’Hymne à la Nuit », en rassemblant quatre chœurs et quatre orchestres dans une exécution connectant quatre villes différentes,,.  C'était Goran Bregovic, auteur de la musique du film Le Temps des Gitans d'Emir Kusturica, qui devait composer cette musique d'ouverture. Mais le morceau qu'il avait fourni n'était pas assez long, alors que la durée exigée était d'au moins six minutes. Bertrand Roulet, qui participait à une autre partie du projet, a alors proposé une partition qui a été jugée « enthousiasmante », elle concordait « parfaitement » avec les objectifs fixés.
En 2013, il retrouve la musique de scène avec le spectacle « Tell trifft Wagner », festival donné en plein air à Seelisberg,.